# Comté de Wabasha
Le comté de Wabasha est situé dans l’État du Minnesota, aux États-Unis. Il comptait 21 610 habitants en 2000. Son siège est Wabasha.